# Nokia E51

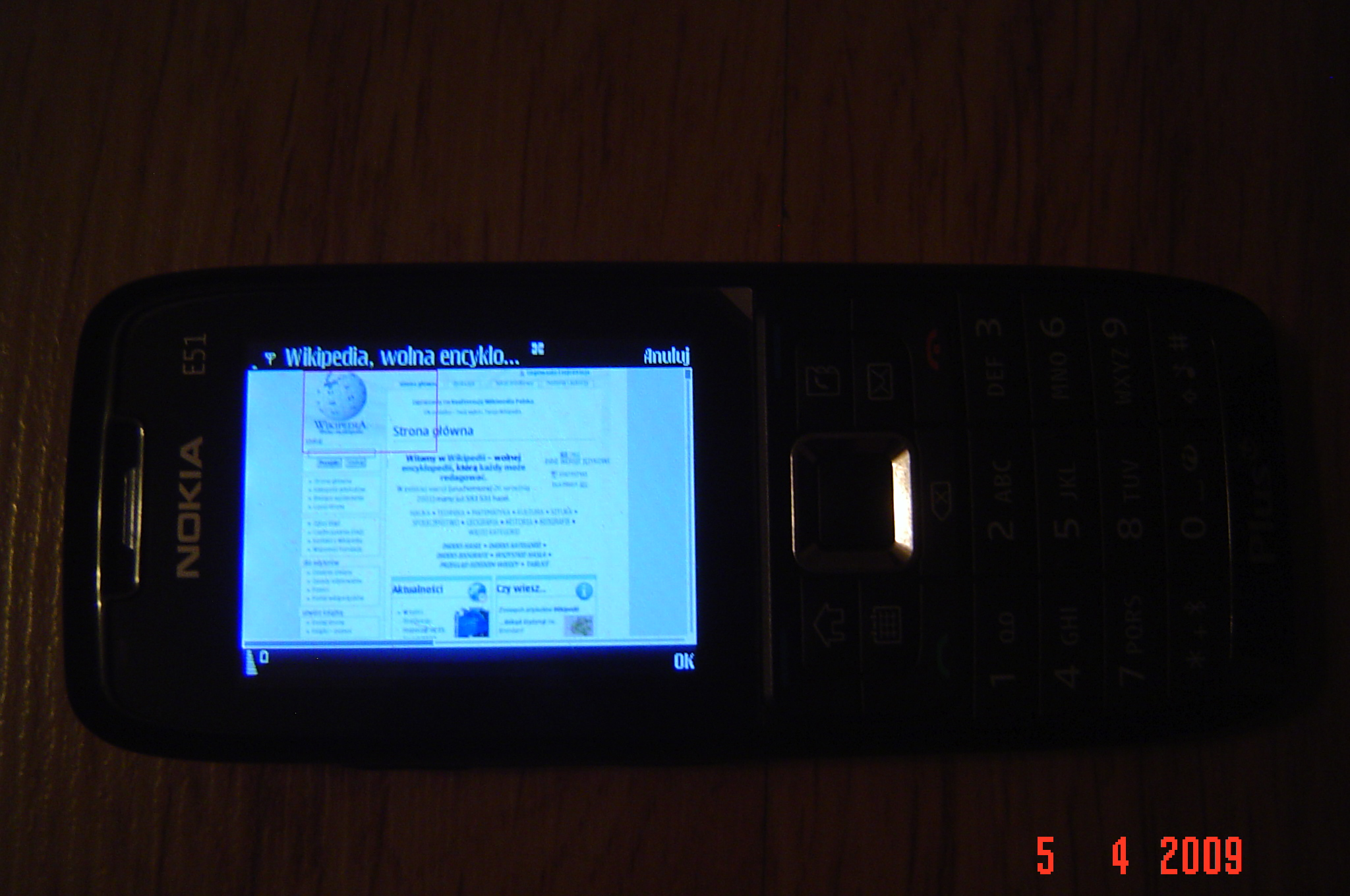
Wyświetlacz

Nokia E51 – telefon komórkowy  z systemem operacyjnym Symbian, produkcji fińskiej firmy Nokia. Telefon należy do biznesowej serii E. Telefon dostępny jest w 3 kolorach obudowy - czarnym, srebrnym i miedzianym.

## Najważniejsze cechy i funkcje
- Oparty na systemie Symbian OS 9.2.
- 96 MB pamięci RAM oraz obsługa MIDP 2.0 umożliwia uruchomienie aplikacji Java.
- Szybki dostęp do internetu dzięki połączeniom 3G - HSDPA[1] i WLAN.
- Możliwość rozszerzenia pamięci poprzez karty microSD i microSDHC (Nokia zaleca maksymalnie 4 GB, telefon działa z kartami o pojemności do 32 GB).
- Dioda LED informująca o nowych wiadomościach lub nieodebranych połączeniach.
- Naciśnij i mów - Push to Talk (PTT).
- Funkcja zamiany tekstu na mowę - odczytywanie wiadomości przez telefon.
- Czujnik światła dostosowujący podświetlenie klawiatury i wyświetlacza.
- Wbudowany klient E-Mail.
- Rozmowy VoIP.
- Fabrycznie zainstalowane aplikacje biurowe umożliwiające m.in. przeglądanie arkuszy kalkulacyjnych (Quickoffice) i plików pdf (Adobe Reader LE).
- Możliwość operacji na dużych załącznikach - edycje, przeglądanie, wysyłanie, odbieranie.

## Łączność
- Możliwość łączenia się i wyszukiwania sieci WLAN (IEEE 802.11g)
- Obsługa standardu Bluetooth w wersji 2.0 z funkcją Enhanced Data Rate
- Złącze mini-USB działające z pełną prędkością łącza USB w wersji 2.0
- Wejście słuchawkowe AV[2] 2.5mm firmy Nokia
- Nadajnik podczerwieni (brak odbiornika).

## Wielkość
- Wymiary: 114,8 x 46 x 12 mm
- Masa telefonu z baterią: 100 g
- Masa baterii: 23 g
- Objętość: 61 cm³

## Wyświetlacz
- 2" - 240 x 320 pikseli - z matrycą aktywną, o 16 milionach kolorów.

## Muzyka
- Odtwarzacz plików muzycznych.
- Radio.
- Dyktafon.
- Odtwarzane formaty: MP3, MPEG-4, AAC, HE-AAC v2, WMA, AMR-NB i AMR-WB.
- Telefon działa ze stereofonicznymi zestawami słuchawkowymi Bluetooth

## Aparat fotograficzny i kamera

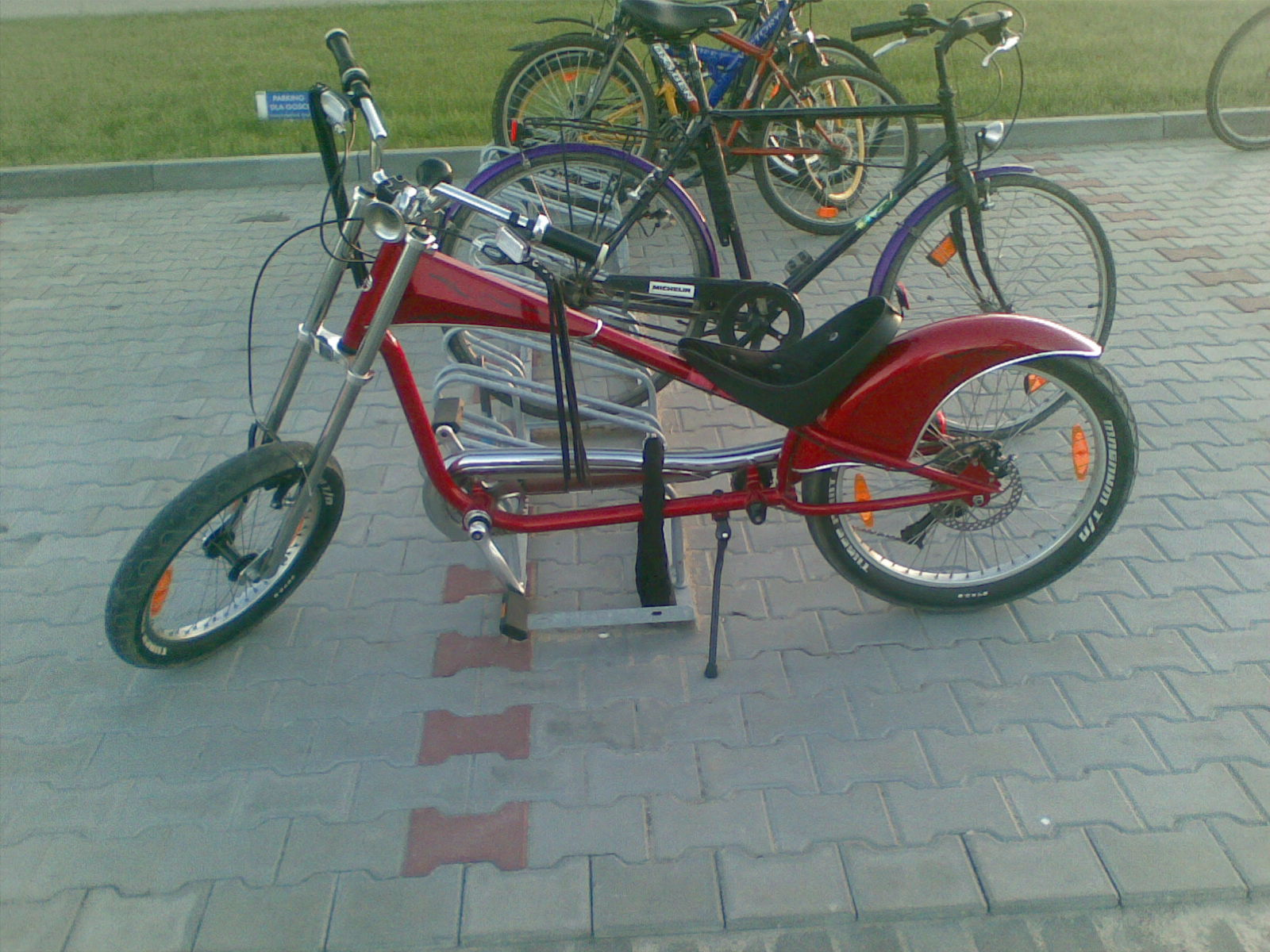
Zdjęcie zrobione telefonem Nokia E51.

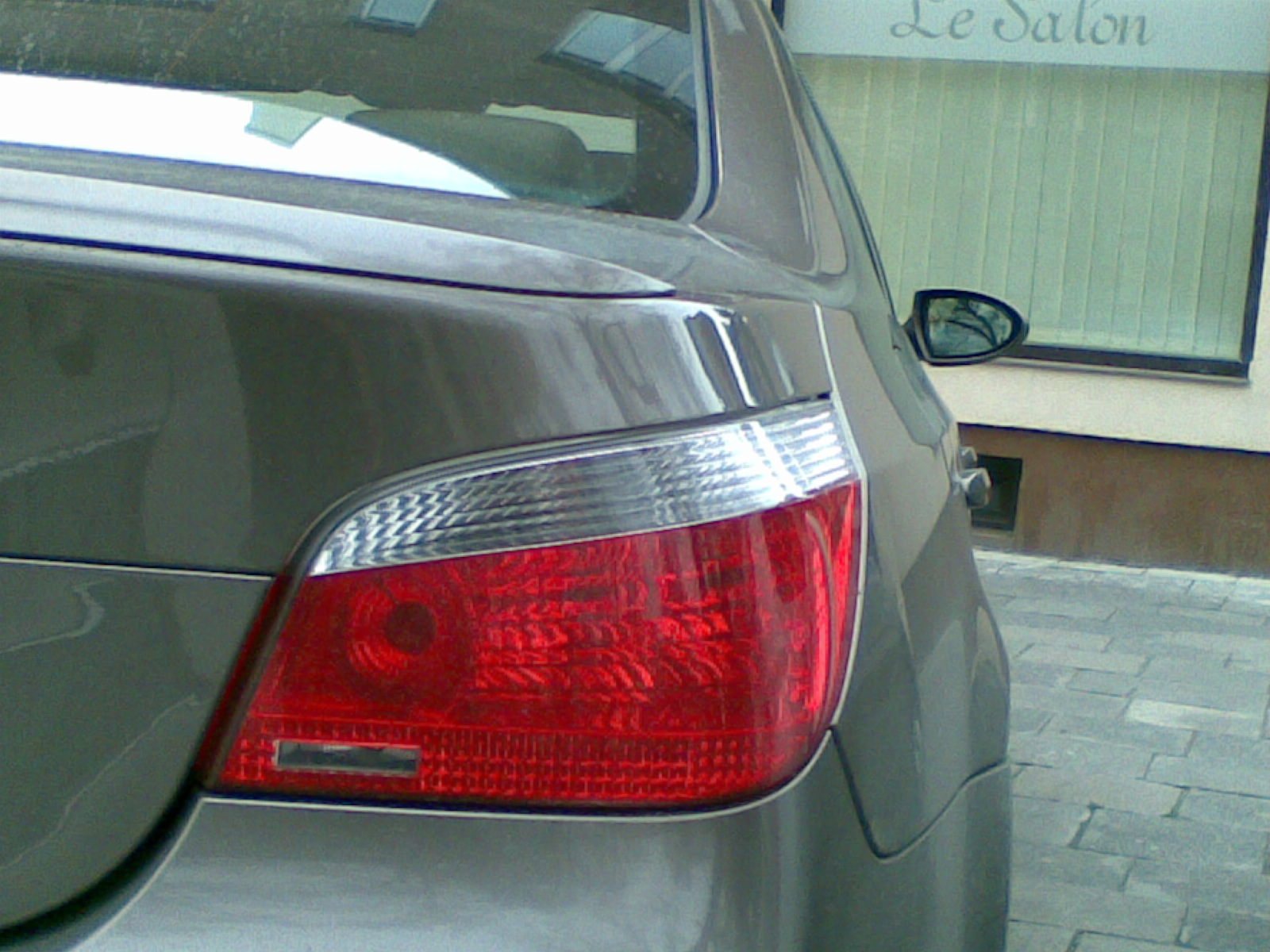
Inne zdjęcie wykonane telefonem Nokia E51

- Komórka posiada wbudowany aparat 2 Mpx z czterokrotnym zbliżeniem cyfrowym (zoom).
- Możliwość odtwarzania plików i transmisji strumieniowych w formacie H.264 (MPEG4), 3GPP i RealMedia.
- Nagrywanie wideo w formacie H.263 (3GPP) i MPEG4 15 klatek na sekundę.
- Połączenia wideo (bardzo niewygodne w codziennym użytku - telefon nie posiada kamery z przodu).
- W 2008 została wprowadzona wersja telefonu bez aparatu fotograficznego (Nokia E51 Camera Free) dla użytkowników, którzy przebywają w miejscach, gdzie używanie aparatów fotograficznych jest niedozwolone.

## Transmisja danych
- GPRS/EGPRS (Klasa A, wieloszczelinowa klasa 32).
- Tryb transmisji podwójnej (DTM), wieloszczelinowa klasa 11 (umożliwia jednoczesne połączenie głosowe i przeglądanie internetu).
- Szybki dostęp z pobieraniem pakietowym (HSDPA) z szybkością do 3,6 Mb/s (3G).
- Lokalna synchronizacja danych za pomocą pakietu Nokia PC Suite.

## Częstotliwość działania
- GSM 850/900/1800/1900.
- WCDMA 850/2100.

## Zasilanie
- Bateria Li-Poly BP-6MT o pojemności 1050 mAh, umożliwiająca (według producenta) do 13 dni czuwania lub 4.4 godziny rozmowy.